# William Sellers
William Sellers (19 de setembro de 1824 — 24 de janeiro de 1905) foi um engenheiro e inventor estadunidense.

## Patentes
- Patente E.U.A. 17 641 Improvement in boring-mills